# Виноделие в Сан-Марино
Виноградарство и виноделие в Сан-Марино — отрасль сельского хозяйства Сан-Марино, небольшой страны на Апеннинском полуострове. На территории современного Сан-Марино выращивается виноград и производится вино уже не менее двух тысячелетий, современная местная продукция включает красные, белые столовые и десертные вина, в основном для внутреннего рынка (только порядка 15 % продукции идёт на экспорт).

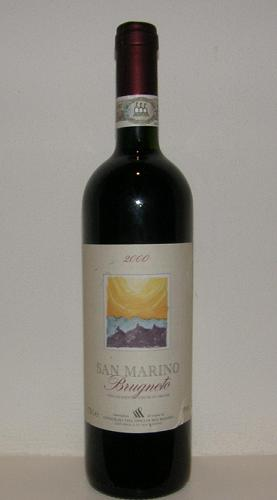
Бутылка вина «Бруньето»

Виноградники на холмах Сан-Марино в нескольких километрах от побережья Адриатического моря культивируются в течение как минимум двух тысяч лет, так же, как в соседних регионах Италии, таких, как Тоскана и Эмилия-Романья. Виноделие предшествовало основанию Сан-Марино как независимого государства: при археологических раскопках в Сан-Марино найдены пресс и другое винодельческое оборудование I века до н. э. Первые письменные упоминания о сан-маринских винах относятся к XIII веку. В 1775 году 600 га из территории республики были заняты виноградниками; из этой площади четверть была целенаправленно отведена под выращивание винной лозы, а на остальной части виноград выращивали вместе с оливами. В этот период в число наиболее популярных сортов винограда входили канино бьянко, треббиано, верначча, альбана, санджовезе, несколько сортов мускатов и местный сорт бьянкале. В конце XIX века господствующим сортом стал красный санджовезе, но производился также ряд местных белых деликатесных вин, в том числе появившийся в этот период сан-маринский мускатель. Центром производства стал квартал Борго-Маджоре, пещеры под которым были превращены в обширные винные погреба.
В начале XXI века из 17 % территории Сан-Марино, отведенной под сельскохозяйственные нужды, виноградники занимают около 130 га, и к концу второго десятилетия планируется расширение этой площади до 200 га. Среди выращиваемых сортов заметное место занимают Санджовезе и Пиньолетто, который здесь называется Арбола, Риболла или Риболла ди Сан-Марино и, несмотря на название, не имеет отношение к сорту Риболла джалла. Из винограда санджовезе изготавливают сухое красное вино «Бруньето» и более мягкое, с оттенками жареного миндаля и ванили, «Тессано». Риболла ди Сан-Марино идёт на изготовление белого вина «Ронкале»; к белым винам принадлежат также сухое «Бьянкале», выдерживаемое в дубовых бочонках «Кальдезе», игристые «Москато Спуманте» и «Ризерва Титано» и десертное приторно-сладкое «Оро дей Готи». «Москато Спуманте» урожая 2010 года завоевало золотую медаль на XVIII Всемирном конкурсе в Брюсселе, а до этого серебряной медали было удостоено «Тессано» урожая 2000 года. Более ранние награды включают серебряные и бронзовые медали Всемирных выставок 1878 и 1889 годов в Париже.
Все вина Сан-Марино производятся на одном заводе, оборудование которого к 2009 году было устаревшим и изношенным. Тем не менее в год производится около миллиона бутылок всех сортов, из которых 85 % идут для внутреннего употребления, а остальные на экспорт. Планы расширения площадей, занятых под виноградники, сопровождаются планами довести долю экспорта до 40 %. Контроль за качеством производимой продукции осуществляет национальный Консорциум типичных (или ординарных) вин.